# Idropirocloro
L'idropirocloro è un minerale del gruppo del pirocloro. Precedentemente era conosciuto con il nome kalipirocloro per poi essere rinominato dall'IMA nell'ambito della revisione della nomenclatura del supergruppo del pirocloro